# Giampiero Casertano
Giampiero Casertano (Milán, Italia, 26 de abril de 1961) es un dibujante de cómic italiano.

## Biografía
Con sólo 15 años, mediante Leone Cimpellin entró en el mundo de la historieta, realizando el entintado de Johnny Logan y de algunas historias de Guerra d'Eroi para la editorial Dardo. Posteriormente, colaboró con Boy Music, ilustrando cinco historias de Giorgio Pelizzari. En 1982, dibujó un episodio de Ken Parker junto a Carlo Ambrosini, empezando así su larga colaboración con la editorial Bonelli. A partir de 1984, dibujó 4 historias de Martin Mystère.
Al crear Tiziano Sclavi Dylan Dog, Casertano entró a formar parte del equipo de este personaje, convirtiéndose en uno de sus autores más representativos. En 1988, fue elegido como portadista de Nick Raider de Claudio Nizzi, del que dibujó 43 portadas, antes de ser sustituido por Bruno Ramella. En 1998, dibujó el número 5 de Napoleone. En 2012, ilustró el álbum de debut de la colección Le Storie. El año siguiente dibujó una historia breve de Tex y, en 2014, el primer número especial de Le Storie, con textos de Giuseppe De Nardo. En 2017, entró en el equipo de Mercurio Loi, cómic de Alessandro Bilotta.